# Santiago-Pontones
Santiago-Pontones egy község Spanyolországban, Jaén tartományban. Santiago-Pontones Huéscar, Segura de la Sierra, Castril, Cazorla, La Iruela, Santo Tomé, Villacarrillo, Iznatoraf, Villanueva del Arzobispo, Hornos, Benatae, Yeste és Nerpio községekkel határos. Lakosainak száma 2701 fő (2024).
Közigazgatási területén, a Segura-hegységben ered a Segura folyó.

## Népesség
A település népessége az elmúlt években az alábbi módon változott:
| Lakosok száma | 4338 | 4172 | 3944 | 3758 | 3565 | 3422 | 3108 | 2956 | 2777 | 2701 |
|               | 2001 | 2004 | 2007 | 2009 | 2012 | 2014 | 2017 | 2019 | 2022 | 2024 |